# オラデア
オラデア（ルーマニア語: Oradea, ハンガリー語: Nagyvárad〈ナジヴァーラド〉, ドイツ語: Großwardein〈グロースヴァールダイン〉）は、ルーマニア西部トランシルヴァニア地方（クリシャナ地方）の都市。ビホル県の県都である。
2002年の国勢調査によれば総人口は206,527人。これには近郊の自治体の人口は含まれていない。近郊を含むと、オラデア一帯には220,000人が住んでいる。オラデアは温泉で有名である。その産出量は季節によって変わる。

## 地理
クリシュル・レペデ川（早いクリシュ〈ケレシュ〉川）の谷がクリシャナ平原に向かって開いている地点に位置する。ハンガリーとの国境からは13キロメートル。居住地の主要部は氾濫原の上に位置し、クリシュル・レペデ川の壇地にある。クリシュル・レペデ川は町の中心を横断している。

## 歴史
オラデアが初めてラテン語文献に現れるのは1113年のことであり、このときはヴァラディヌム（Varadinum）という名で言及された。現在、廃墟として残るオラデア城砦については、1241年にモンゴル帝国の来襲に備えるため修復と強化が始まったという記事が最古の記録となっている。

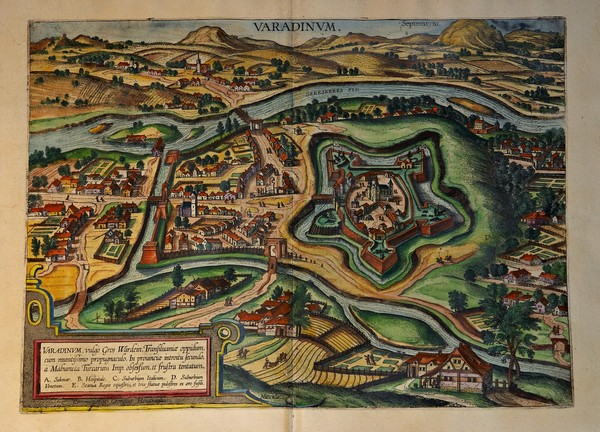
オラデア（ヴァラディヌム）の地図（1617年）

14世紀、ハンガリー王カーロイ1世とその息子ラヨシュ1世の時代には、オラデアはカトリック教会の司教座所在地となった。16世紀、トランシルヴァニアはオスマン帝国宗主下の自治権を持つ半独立国家トランシルヴァニア公国となり、その範囲の中にはオラデアのあるビホル地方も含まれた。1598年に要塞はオスマン帝国軍によって包囲され、1660年、オスマンはオラデアを占拠し、ハプスブルク帝国軍が侵攻してくる1692年9月まで支配下に置いた。
1703年には、ラーコーツィ・フェレンツ2世に率いられた反ハプスブルク運動が起こり、オラデア要塞の周囲の市場も、砦の中の帝国の駐屯部隊とラーコーツィの反乱軍との戦場になった。そのときの帝国の駐屯部隊の支援におけるオラデア市民たちの功績は、1712年11月27日に、神聖ローマ皇帝カール6世によって公式に認められている。またそのころ、オラデア市民たちの経済的生活においては、手工業と商業が盛んになったことが特徴として挙げられる。
18世紀にはウィーン出身の技術者フランツ・アントン・ヒルデブラントがバロック様式による都市計画を行い、1752年に市の大規模な改造に着手した。ローマ・カトリック教会の大聖堂、大司教宮殿、クリシュの国博物館など、現存する多くの建造物がこのときに建てられた。
1918年10月、ルーマニア国民党（en:Romanian National Party）のアウレル・ラザルの家で、トランシルヴァニアのルーマニア人の自治権の宣言文書であるオラデア宣言が編集された。
1925年、もとの市民自治体が解散し、新たに自治体の地位がオラデアに与えられた。この条例に従い、名前もオラデア・マーレ（大きなオラデア）からオラデアへと変更された。

## 経済

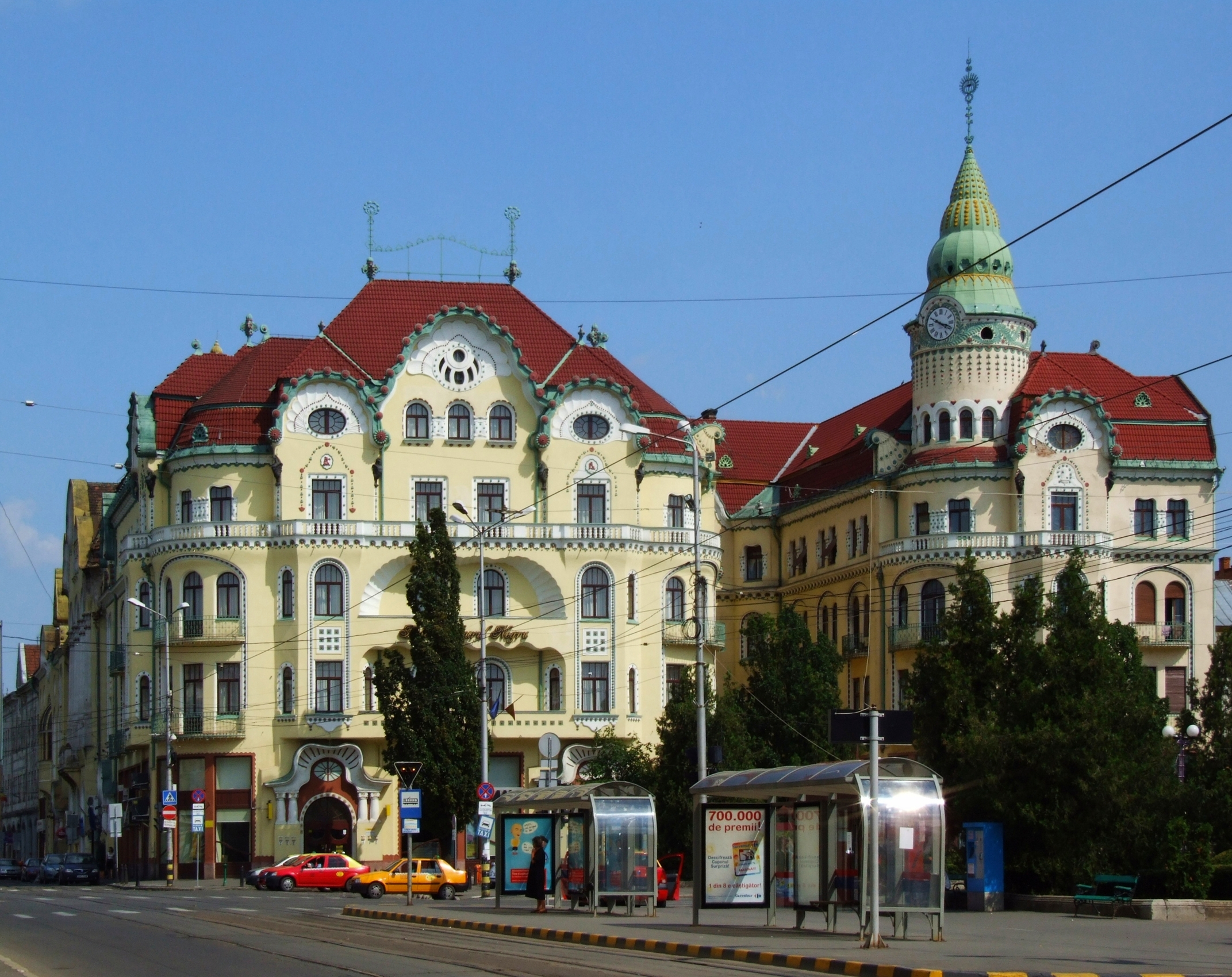
ホテルやレストランなどの入る黒鷲宮殿

オラデアはハンガリーとの国境に位置し、ルーマニアの西ヨーロッパへの玄関口となっており、そのためにルーマニアでも有数の繁栄した都市である。1989年以降、オラデアは多くの経済的刷新に直面している。これは工業部門だけでなくサービス産業にもわたり、後者の刷新はオラデアが消費活動の重要な拠点であることによる。
オラデアの失業率は6.0%で、ルーマニア全国の失業率に比べればやや低いが、ビホル県全体の失業率約2%に比べれば非常に高い。
オラデア市はビホル県の人口のおよそ34.5%を占める一方、県の工業生産のおよそ63%を生産している。その主要な産業は家具、織物・衣類、履き物、食品である。

## 民族

### 歴史的民族別人口動態
- 1910年：69,000人（ルーマニア人 (R): 5.6%, ハンガリー人 (H): 91.10%）
- 1920年：72,000人（R: 5%, H: 92%）
- 1930年：90,000人（R: 25%, H: 67%）
- 1966年：122,634人（R: 46%, H: 52%）
- 1977年：170,531人（R: 53%, H: 45%）
- 1992年：222,741人（R: 64%, H: 34%）

### 現在
2002年の国勢調査によれば、総人口に占めるそれぞれの民族の人口と割合は次のとおりである。
- ルーマニア人：145,295人（70.4%）
- マジャル人：56,830人（27.5%）
- ロマ：2,466人（1.2%）
- ドイツ人：566人（0.3%）
- スロヴァキア人：477人（0.2%）
- ユダヤ人：172人
- ウクライナ人：76人
- ブルガリア人：25人
- ロシア人：25人
- セルビア人：17人
- チェコ人：9人
- トルコ人：9人

## 地区
1848年以前、オラデアはオラデア・ノウア（Oradea Nouă）、オロシグ（Olosig）、ヴェレンツァ（Velenţa）、スブチェターテ（Subcetate）の4つに分かれた町で形成されていた。それぞれの区画はVicus Venetia、Villa Latinorum、Vicus Bolognia、Vicus Paduaなどとも呼ばれており、その名前は、18世紀にこの地に定住していたフランス人、ワロン人、イタリア人などの住民に関係している。 
現在、オラデアはさらに多くの地区（ルーマニア語：cartiere カルティエーレ）に分けられ、以前の市の中心区であるチェントルル・チヴィク（Centrul Civic）の周囲に環状に配置されている。
| - カンテミール Cantemir - チェントルル・チヴィク Centrul Civic - カルティエール・デチェバル Cartier Decebal - カルティエルル・ロジェリウス Cartierul Rogerius - エピスコピア・ビホルルイ Episcopia Bihorului - ヨルガ Iorga - ヨシア Ioşia | - ヨシア・ノルド Ioşia-Nord - ヌファルル Nufărul - ヌファルル・ドイ Nufărul 2 - オロシグ Olosig - オンチェア Oncea - オラシュル・ノウ Oraşul Nou - ロジェリウス Rogerius | - サルカ Salca - セレウシュ Seleuş - スブ・チェターテ Sub Cetate - ヴェレンツァ Velenţa - トカイ Tokai | - ポドゴリア Podgoria - エウロパ Europa - プリマ Prima - ルチャーファルル Luceafarul - ソアレルイ Soarelui - ドラゴス・ヴォダ Dragos Voda - エピスコピア Episcopia |

## 交通
市内の公共交通機関のネットワークは、市の機関であるOradea Transport Local（OTL）によって運行（オラデア市電）される、3本の路面電車線（1R、1N、2、3R、3N）と、いくつかのバス路線からなる。CFR（ルーマニア鉄道）の駅は、中央駅、西駅、東駅、エピスコピア・ビホル駅の4つがある。西駅はヨシア地区に位置し、中央駅（単にオラデアと呼ばれる）は市の中心街の側にある。また、東駅はヴェレンツァに位置する。
そのほか、オラデア国際空港があり、タロム航空が毎日国内便を、カルパトエア（en:Carpatair）がドイツ、イタリア、フランス、ギリシャなどの都市への定期便をそれぞれ運航している。

## 観光
オラデアの観光名所は以下の通り。

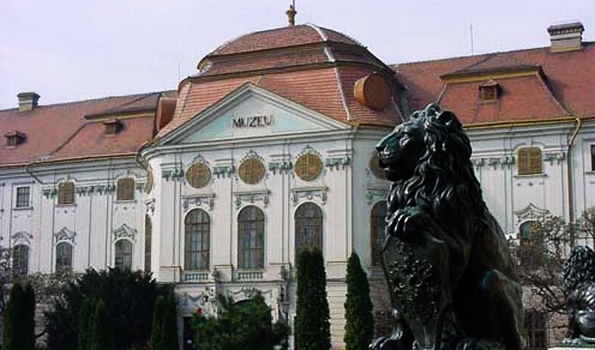
オラデア・バロック宮殿

- オラデア・バロック宮殿（Palatul Baroc din Oradea、en:Baroque Palace of Oradea） - 現在は「クリシュの国博物館」（Muzeul Ţării Crişurilor）となっている、1年の日にちになぞらえた365の窓のあるバロック建築の宮殿。1945年まではローマ・カトリック教会の司教館であったが、共産政権によって国有の建物となり、1971年に博物館となった。2003年にローマ・カトリック教会に戻されたが、今後の交渉がなされるまで博物館として使われる。収蔵品は、主に歴史と考古学、民族学、美術、博物学の4つの分野に分けられている。
- バロック大聖堂（Catedrala barocă） - ルーマニアで最大のバロック様式の大聖堂。
- オラデア要塞（Cetatea Oradea） - 五角形の要塞。現在、敷地内にはオラデア大学の視覚芸術学部がある。オラデア大城塞ともいう[2]。
- 月の教会（Biserica cu Lună） - 月の満ち欠けを表示する一種の天文時計がある、ヨーロッパで唯一の教会。
- 黒鷲宮殿（Palatul Vulturul Negru） - 1907年から1908年にかけてウィーン分離派の様式で建てられた、ホテルや映画館、レストラン、クラブなどが入っている複合商業施設。2つの棟の間に、建物全体の象徴である黒い鷲のステンドグラスのあるガラス屋根の通路がある。
- アディ・エンドレ博物館（Muzeul Memorial Ady Endre） - ハンガリーの偉大な詩人、アディ・エンドレの専門博物館。
- オラデア州劇場（Teatrul de Stat）
- 共和国通り（Str. Republicii） - 多数のアールヌーヴォー建築のある街路。（2006年時点では修復中）

オラデアには、3つのシナゴーグ（そのうち1つだけはまだ使用されていると思われる）と東ヨーロッパで最大のバプテストの教会を含む、異なる信仰のおよそ100の教会がある。
また、郊外にはバイレ・フェリックス（Băile Felix、「フェリックス温泉」の意）スパリゾートがあり、バスで行くことができる。

## オラデアゆかりの人々
- ゲオルク・プールバッハ
- ジョルジュ・ポリツェル
- カール・ディッタース・フォン・ディッタースドルフ
- ヨハン・ミヒャエル・ハイドン
- フリーダ・カーロ
- クン・ベーラ
- アディ・エンドレ
- ワグナー・ナンドール
- ヴァーラディ・ユーリア（ユリア・ヴァラディ） - ソプラノ歌手。ディートリヒ・フィッシャー＝ディースカウの妻。
- アルチュール・フォン・ヒューブル（ドイツ語版）

## 姉妹都市
- リンシェーピング、スウェーデン
- マントヴァ、イタリア
- デブレツェン、ハンガリー
- コスラーダ、スペイン
- en:Ceyrat、フランス
- en:Giv'atayim、イスラエル